# Jarewiszcze
Jarewiszcze (ukr. Яре́вище) – wieś na Ukrainie w rejonie kowelskim, obwodu wołyńskiego. W 2001 r. liczyło 598 mieszkańców.
Do 2020 w rejonie starowyżewskim.